# FC Aqisseq Kangaatsiaq
Der FC Aqisseq Kangaatsiaq ist ein grönländischer Fußballverein aus Kangaatsiaq.

## Geschichte

### Erste Jahre
Der FC Aqisseq Kangaatsiaq wurde am 31. Oktober 2016 gegründet und ist somit der zweitjüngste Fußballverein Grönlands. Der Vereinsname bedeutet übersetzt „Schneehuhn“.
Der Verein nahm erstmals 2018 an der Grönländischen Fußballmeisterschaft teil, konnte sich aber nicht für die Schlussrunde qualifizieren. 2019 verzichtete der Verein auf eine Teilnahme. 2020 konnte sich der FC Aqisseq Kangaatsiaq erstmals für die Schlussrunde qualifizieren, aber die Meisterschaft musste wegen der Coronaviruspandemie abgesagt werden. Auch im darauffolgenden Jahr konnte die Meisterschaft nicht ausgetragen werden. 2022 zog der Verein seine Teilnahme zurück. Im Jahr 2024 belegte der FC Aqisseq Kangaatsiaq den letzten Platz.

## Platzierungen bei der Meisterschaft
- 2017: nicht teilgenommen
- 2018: nicht qualifiziert
- 2019: nicht teilgenommen
- 2020: qualifiziert (nicht ausgetragen)
- 2021: teilgenommen (nicht ausgetragen)
- 2022: Teilnahme zurückgezogen
- 2023: unbekannt
- 2024: Platz 7 (von 7)